# Da'Sean Butler
Pour les articles homonymes, voir Butler.
Da'Sean Butler, né le 25 janvier 1988 à Newark, dans le New Jersey, est un joueur américain de basket-ball. Il évolue aux postes d'arrière et d'ailier.

## Carrière universitaire
Da'Sean Butler effectue son cursus universitaire au sein des Mountaineers de la Virginie-Occidentale.

## Carrière professionnelle
Da'Sean Butler est drafté en 42e position en 2010 par le Heat de Miami. Il signe son contrat avec la franchise floridiene le 30 août 2010. Il est coupé le 25 octobre à l'issue du camp d'été. Le 25 mars 2011, il s'engage avec les Spurs de San Antonio mais il est immédiatement assigné chez les Toros d'Austin.
En novembre 2011, il rejoint le VEF Riga durant le NBA lockout.
Il retourne au Spurs juste avant le début de la saison 2011-2012 mais il est coupé par la franchise le 13 décembre 2011. Il retourne chez les Toros jusqu'à la fin de la saison.
Il fait une saison blanche lors de l'exercice 2012-2013.
Il retourne en Europe et signe le 2 août 2013 avec l'équipe belge de l'Okapi Aalstar. Il est élu meilleur ailier fort de la ligue belge et une défaite en finale du championnat face au BC Ostende.
En juin 2014, Butler rejoint la Pro A et le club du Champagne Châlons Reims Basket. Il réalise sa meilleure performance avec 24 points lors de la victoire de son club, 85 à 75, face à Élan béarnais Pau-Lacq-Orthez le 9 mai 2015.
En juillet 2015, il rejoint la Basketball-Bundesliga et le club du Ratiopharm Ulm. Il atteint la finale du championnat mais son club perd en finale contre Brose Baskets. En mai 2016, il re-signe avec le club allemand. Lors de la saison 2016-2017, il s'incline en demi-finale du championnat face à l'EWE Baskets Oldenburg. En juin 2017, il signe une prolongation de contrat d'un an avec Ulm.
Le 12 août 2018, il s'engage avec l'Hapoël Jérusalem. Il remporte en 2019 la Coupe d'Israël de basket-ball.
Il reste en Israël et en octobre 2019, il s'engage avec l'Hapoël Be'er Sheva BC.

## Clubs successifs
2011 :  Toros d'Austin (D-League)
2011 :  VEF Riga
2011-2012 :  Toros d'Austin (D-League)
2013-2014 :  Okapi Aalstar
2014-2015 :  Champagne Châlons Reims Basket (Pro A) 
2015-2018 :  Ratiopharm Ulm (Basketball-Bundesliga) 
2018-2019 :  Hapoël Jérusalem
2019-2020 :  Hapoël Be'er Sheva BC

## Palmarès
- Champion de D-League 2012
- Vainqueur de la coupe d'Israël 2019